# Deep Space Atomic Clock

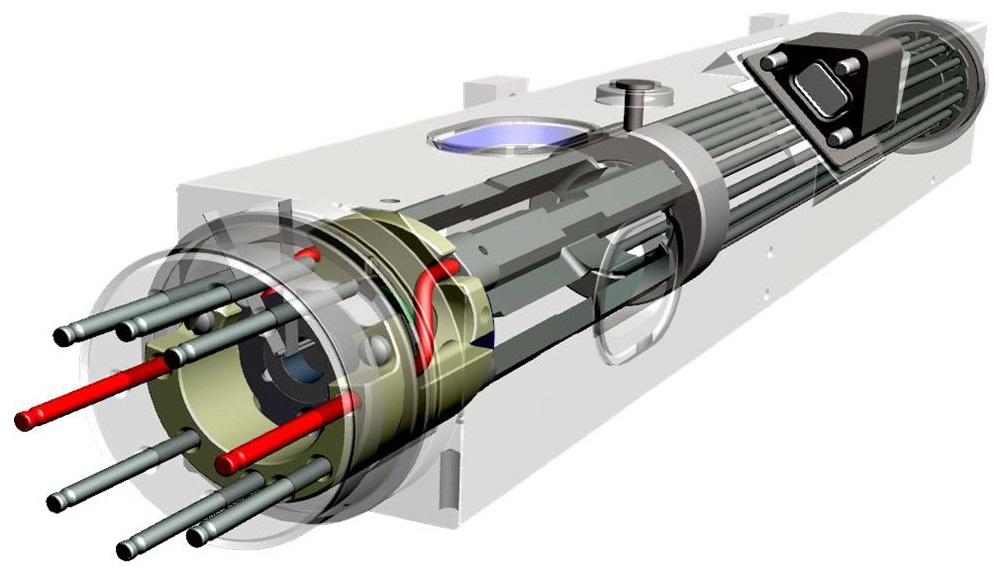

El Reloj Atómico de Espacio Profundo (Deep Space Atomic Clock - DSAC) es un reloj atómico de iones de mercurio ultra preciso miniaturizado, con un sistema de comunicación por radionavegación más precisa desde el espacio profundo. Según la NASA es varios órdenes de magnitud más estables que los relojes de navegación existentes, y se ha perfeccionado para limitar la deriva en no más de 1 nanosegundo en 10 días. Se espera que el DSAC no llegue a más de 1 microsegundo de error durante al menos 10 años en activo. Se espera que la navegación en el espacio profundo sea mucho más precisa y más eficiente que las redes de seguimiento. El proyecto es administrado por el Laboratorio de Propulsión a Reacción de la NASA y se desplegará como parte de la misión del Programa de Pruebas Espaciales 2 (STP-2) de la Fuerza Aérea de los Estados Unidos a bordo de un cohete SpaceX Falcon Heavy, que en principio sería enviado al espacio a finales de 2017, pero por diversos contratiempos se retrasa su lanzamiento, esperando pueda hacerse factible para el año 2019.

## Resumen
Los relojes atómicos terrestres actuales son fundamentales para la navegación en el espacio profundo, sin embargo, son demasiado grandes para ser puestos en órbita. Los resultados obtenidos hasta la fecha actual es mediante un enlace bidireccional (mediante antenas terrestres combinadas con relojes atómicos, enviando la señal hacia la sonda y recepcionaándola de nuevo, la diferencia de tiempos informan de la ubicación, velocidad y ruta de la sonda, con el inconveniente de que una antena puede rastrear una sonda cada vez) donde se recopilan y procesan datos en la Tierra por parte de la mayoría de aplicaciones de navegación existentes en las sondas espaciales. El Reloj Atómico de Espacio Profundo es un reloj atómico miniaturizado y estable de iones de mercurio, tan estable como un reloj terrestre. La tecnología podría permitir la navegación autónoma para eventos críticos de tiempo de la nave espacial, como la inserción orbital o el aterrizaje, prometiendo nuevos ahorros en los presupuestos de las operaciones de la misión. Se espera que mejore la precisión de la navegación en el espacio profundo, lo que requiere medir grandes distancias utilizando los conocimientos actuales de como se propagan las señales de radio, al viajar a la velocidad de la luz, es necesario medir con precisión de unos pocos nanosegundos, su tiempo de vuelo, también se espera que permita un uso más eficiente de las redes de seguimiento y produzca una reducción significativa en las operaciones de soporte en tierra.
Sus aplicaciones en el espacio profundo incluyen:
- Hacer un seguimiento simultáneo de dos naves espaciales en un enlace descendente con Red del Espacio Profundo (Deep Space Network - DSN).
- Mejorar la precisión de datos de seguimiento en un orden de magnitud utilizando la capacidad de seguimiento del enlace descendente de la banda Ka del DSN.
- Mitigar la sensibilidad a la intemperie de la banda Ka (en comparación con la banda X bidireccional) al poder pasar de una antena receptora con interferencias por el clima a una en una ubicación diferente sin cortes de seguimiento.
- Hacer un seguimiento más largo utilizando el período completo de observación de la nave espacial de la antena terrestre. En Júpiter, esto produce un aumento del 10 al 15 por ciento en el seguimiento; en Saturno, crece del 15 al 25%, y el porcentaje aumenta cuanto más viaja una nave espacial.
- Realizar nuevos descubrimientos como un instrumento de radiociencia con capacidad de banda Ka con una mejora 10 veces superior en la precisión de los datos para la ciencia de gravedad y ocultación y entrega de más información gracias a la flexibilidad operativa del seguimiento unidireccional.
- Explorar el espacio profundo como un elemento clave de un sistema de navegación autónomo en tiempo real que rastrea las señales de radio unidireccionales en el enlace ascendente y, junto con la navegación óptica, proporcione una navegación sólida absoluta y relativa.
- Es fundamental para los exploradores humanos que requieren datos de navegación en tiempo real.

### Principio y desarrollo
Durante más de 20 años, los ingenieros del Laboratorio de Propulsión a Chorro de la NASA han mejorado constantemente y miniaturizado el reloj atómico de iones de mercurio. La tecnología DSAC usa la frecuencia de transición hiperfina de los iones de mercurio a 40.50 GHz para "dirigir" efectivamente la salida de frecuencia de un oscilador de cuarzo a un valor casi constante. DSAC hace esto al confinar los iones de mercurio con campos eléctricos y protegerlos mediante una «trampa magneto-óptica» la aplicación de campos magnéticos y blindaje.
- Dimensiones aproximadas: 29 cm × 26 cm × 23 cm[10]
- Masa: 17,5 kg
- Potencia: 44 W

La primera fase incluirá un vuelo de prueba en órbita baja terrestre, mientras utiliza señales de GPS para demostrar la precisión en la determinación de la órbita y confirmar su efectividad en la navegación por radio. Será desplegado como parte del Space Test Program 2 (STP-2) de la Fuerza Aérea de los Estados Unidos a bordo de un cohete SpaceX Falcon Heavy probablemente a mediados de 2018 durante el segundo vuelo de prueba del Falcon Heavy.